# Unterland (Königreich Ungarn)
Als Unterland (jiddisch אונטערלאנד) wird eine Region des Königreiches Ungarn bezeichnet, die vor allem aus dem Tiefland zwischen den Nebenflüssen der Theiß (Bodrog, Laborec und Someș) in der nordwestlichen Ecke Rumäniens, der Ostslowakei und Karpatenruthenien bezeichnet, d. h. die historischen Gespanschaften Szatmár, Máramaros, Ugocsa, Bereg und Ung. Im weiteren Sinne umfasst es auch den Rest Siebenbürgens und die gebirgigen Teile der Ostslowakei und Karpatenrutheniens. Der Begriff wird als Gegensatz zum »Oberland« (jiddisch אױבערלאנד ojberland) verwendet, das aus dem heutigen Ungarn, der Westslowakei und dem Burgenland besteht.

## Bedeutung
Der Begriff »Unterland« wird heute noch verwendet zur Bezeichnung der Herkunft jüdischer Gemeinden in den USA und in Israel, vor allem chassidischer Gruppierungen, die ursprünglich aus dem Gebiet stammen und meist nach den Herkunftsorten benannt werden, darunter die Satmarer (Rabbiner Joel Teitelbaum יואל טייטלבוים) aus Satu Mare, die Belser (Rabbiner Scholem Rokeach) aus Bels und die Wishnitzer (וויזשניצער; Rabbiner Menachem Mendel Hager מנחם מענדיל האגער) aus Wishniza/Wyschnyzja.
In vielen dieser Gemeinden wird bis heute ein Jiddisch gesprochen und im Bildungswesen gepflegt, das auf jiddische Dialekte aus dem Unterland zurückgeht, die sich nicht nur in der Aussprache, sondern auch in Grammatik, Wortschatz und Rechtschreibung deutlich vom Standard-Jiddischen (jiddisch ייִדיש כּלל־שפּראך jidiš klal-šprax) unterscheiden, dessen Grammatik auf südostjiddischen Dialekten und dessen Aussprache auf nordostjiddischen Dialekten beruht.